# Festival Eurovisão da Canção 2011

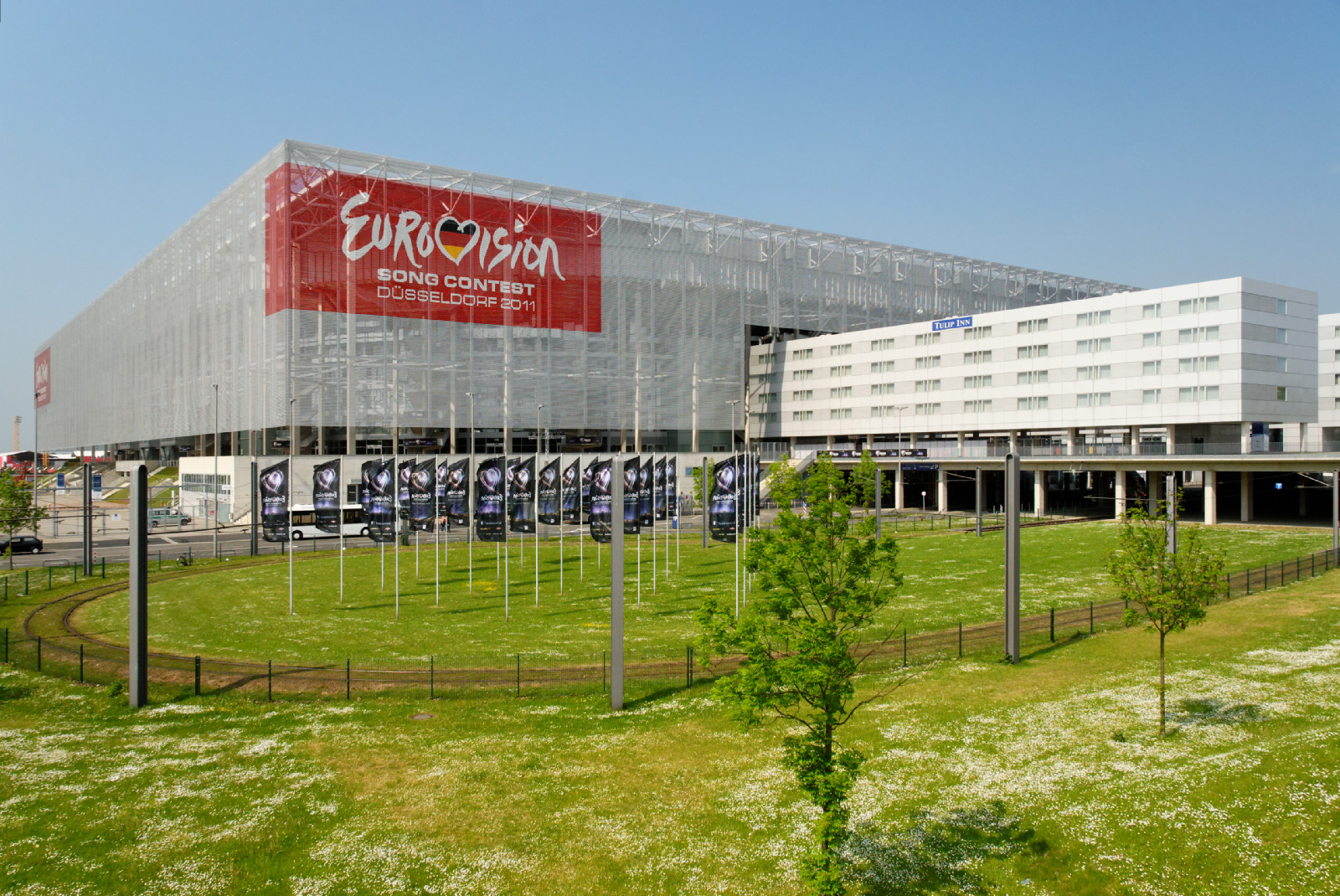
Esprit Arena em Düsseldorf

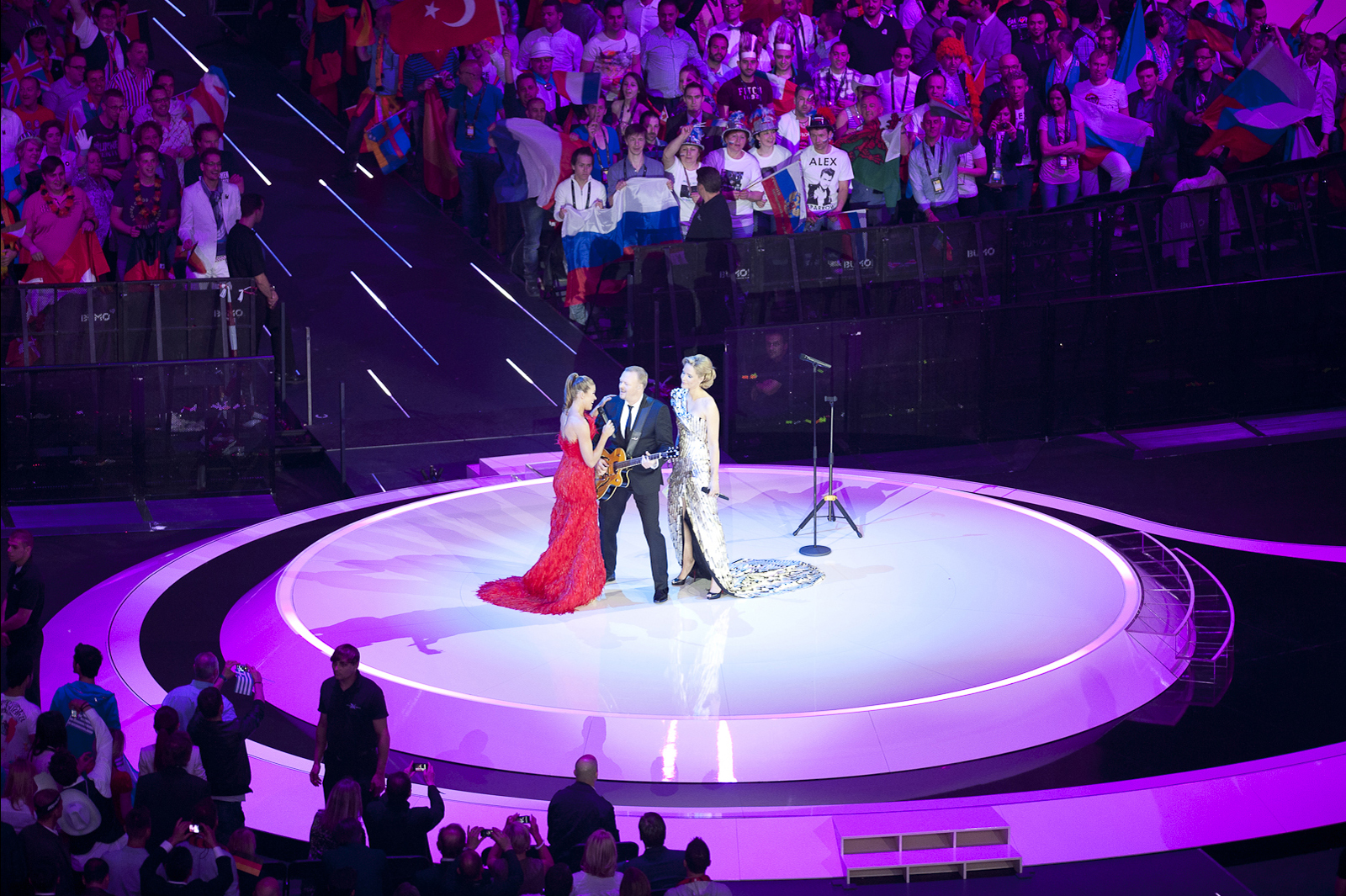
Apresentadores: Anke Engelke, Judith Rakers e Stefan Raab

O Festival Eurovisão da Canção de 2011 (em inglês:  Eurovision Song Contest 2011; em francês:  Concours Eurovision de la chanson 2011; em alemão:  Liederwettbewerb der Eurovision 2011) foi o 56.º Festival Eurovisão da Canção na história. O festival será realizado na Esprit Arena em Düsseldorf, com as datas oficiais, avançadas pela NDR e pela EBU de 10 e 12 de maio para as duas semifinais e 14 de maio de 2011 para a grande final. Originalmente, o concurso seria realizado a 17, 19 e 21 de maio, mas foram modificadas devido à final da Taça da Alemanha ser realizada no dia 21 de maio. Em 2011, pela segunda vez na história da Eurovisão, um cantor vencedor da edição anterior voltou a concorrer pelo seu país. Lena Meyer-Landrut, que havia vencido a edição de Oslo, representou, novamente, a Alemanha em 2011. Tal tinha acontecido apenas com Lys Assia a primeira vencedora da Eurovisão, em 1956, que representou o seu país (a Suíça) em 1957 e 1958. O vencedor do Festival foi o Azerbaijão, que pela primeira vez venceu o Festival, à sua quarta participação. No seu regresso após 14 anos de ausência, a Itália conseguiu um brilhante segundo lugar, a apenas 32 pontos do vencedor

## Importância histórica
Esta foi a terceira vez que a Alemanha sediou o Festival Eurovisão da Canção, uma vez que sediou em 1957 (por indicação, porque, na primeira edição, a regra de que o vencedor da edição anterior sedia o próximo festival não existia) e em 1983, quando ganhou o Festival Eurovisão da Canção de 1982. Esta foi também a primeira vez desde 1998 que um país da Europa Ocidental sediou o Festival, por que aconteceu, duas vezes no Médio Oriente, quatro vezes na Escandinávia e seis vezes na Europa Oriental desde 1999. Esta foi, também, a primeira vez desde a introdução da regra dos Big 5, em 1999, que um membro do "grupo" sediou o evento, e foi o primeiro país do grupo a sediar um festival desde 1998. Foi ainda a primeira vez, na história, que a Alemanha sediou o Festival da Eurovisão como um país unificado.

## Local
| Berlim Hamburgo Hanôver Düsseldorf Zona com emissão televisiva da NDR |

A Alemanha possuia várias cidades com condições reais de sediar o evento, numa situação inédita. A cidade-sede da próxima edição do festival não foi anunciada durante a conferência de imprensa dos vencedores da edição anterior. A última edição na qual não foi realizada numa capital foi a anterior em 2010 em Baerum,um surbúrbio de Oslo,a capital da Noruega. Após a vitória do ano anterior, foram consideradas várias hipóteses, desde Berlim, passando por Hanôver, Gelsenkirchen, Colônia, Düsseldorf, Frankfurt Am Main, Munique e Hamburgo, tendo cada uma o apoio também de vários políticos locais. Esperava-se o anúncio da cidade-sede no final de junho de 2010. Mas, a31 de Maio se teve o conhecimento de que a escolha final seria Hamburgo ou Hanôver, devido ao fato de que as arenas das duas cidades estariam vagas para as datas do Festival. Esta é a primeira vez em anos recentes que um país tem tantas cidades com condições reais para sediar o festival. Em 21 de Agosto de 2010 foram anunciadas as quatro cidades candidatas para sediar o Festival de 2011. São elas:
- Berlim
- Düsseldorf
- Hamburgo
- Hanôver

Foi reportado na mesma notícia que as cidades de Gelsenkirchen, Colônia, Frankfurt e Munique também mostraram interesse em sediar o Festival, mas não inscreveram uma candidatura.
Os planos de cada cidade candidata eram os seguintes :
- Berlim: O antigo Aeroporto de Tempelhof,seria usado como sede.
- Düsseldorf apresentou em sua candidatura a Esprit Arena.
- Hamburgo apresentou em sua candidatura o Centro de Feiras e Exposições de Hamburgo.
- Hanôver apresentou o Centro de Feiras e Exposições de Hanôver.

A 2 de outubro de 2010, foi anunciada a eliminação de Hamburgo,por não ter condições financeiras de arcar com o evento.
Finalmente, no dia 12 de outubro de 2010, Düsseldorf foi anunciada como a escolhida devido a ESPRIT Arena ter as melhores condições de suportar o evento. O local foi inaugurado em 2004 para substitituir o antigo Rheinstadion e tem uma capacidade máxima para 60 mil pessoas. Durante os dias do Festival e para os ensaios,a capacidade será reduzida a 35 mil pessoas.

## Votação
Em 2010 o sistema de votação foi modificado, porém só nas semifinais. A partir desse ano, a votação das semifinais adotou o mesmo sistema da final, sendo a votação 50% televoto e 50% júri.< Outra regra que foi alterada, e que marca a maior mudança na Eurovisão desde a substituição do sistema antigo de votação, é o fato do televoto ter somente 15 minutos disponível. Segue-se o mesmo modelo adotado no Festival Eurovisão da Canção Júnior, a votação teve início no momento em que a primeira música soou no palco de Oslo, até ao fim da última música, mais os habituais quinze minutos no final do espectáculo, cronometrados. Este novo modelo foi utilizado nos três espectáculos, visando um aumento expressivo do número de votos, e do interesse pelo festival. Sendo assim, as regras que valem a partir da edição de 2010, são as seguintes :
* Cada júri será constituído por 5 jurados da área musical, sendo um deles Presidente de Júri. As televisões participantes terão que revelar a composição do júri publicamente antes ou durante a final;
* Os jurados votarão de acordo com os vídeos do 2º Ensaio Geral de cada evento usando o sistema eurovisivo (1 a 8, 10 e 12 pontos), depois, todos os 5 resultados da votação serão somados com o televoto e daí sairá a votação de cada júri nacional;
* Em caso de empate entre 2 ou mais canções, o júri deve chegar a acordo quanto à ordem relativa entre essas músicas
* A votação do júri será escrutinada por um auditor e será tornada pública após seis meses,sendo divulgado no site oficial do evento;
* O televoto irá acontecer depois da performance de todas as canções e por um período de 15 minutos (tal como acontece desde 1998);
* Não terá alteração nenhuma no sistema televoto,sendo feito por SMS/telefone;
* A votação final de cada país será obtida pela soma do voto público e do voto do júri, pesando cada um 50% e em caso de empate,a votação do público será o critério desempate;
* Em caso de empate na soma das 2 pontuações, ganhará aquela que tiver mais pontos no televoto
Para assegurar que as regras são cumpridas, a EBU enviará para cada país, um auditor externo, que irá monitorar tudo o que ocorrer em relação ao festival.
Ao, depois da votação do público e dos júris, os 10 países com mais votos, passam a ter uma pontuação de 1 a 12 respeitando os votos anteriores. No fim soma-se ambos os valores que vão de 1 a 12 nas pontuações, e volta-se a pôr por ordem de pontuações determinando assim o grande vencedor. Para se ter uma ideia melhor de como será o sistema de votação, observe os seguintes exemplos
Predefinição:Tabelas de Exemplo do Novo Sistema de Votação do Festival Eurovisão da Canção
Em caso de dois ou mais países terem igual número de pontos no resultado definitivo, tanto na final como na semifinal, é usada a regra de desempate aonde aquela canção que mais países votaram. Se isso persistir o critério de desempate será o número de notas 12 e indo pras notas 10 por diante.

### Júris
A final edição de 2011 terá, pela terceira vez consecutiva, um grupo de jurados. Um total de mais de 200 jurados avalariaram as canções do Festival Eurovisão da Canção 2011 (5 jurados por país). Os júris devem consistir na maior variedade possível de profissões relacionadas com o mundo do showbizz (cantores, produtores, etc), e deve ser diversificado em gênero, sexo, idade, status social, etc. Todos os membros dos júris têm que ser cidadãos do país que está votando, e não podem estar ligados de qualquer forma aos representantes do seu país. Caso contrário, o seu voto pode ser anulado.

### Porta-vozes dos jurados e televoto
Tal como em todos os anos, desde que o festival se rege por um sistema de televoto, cada televisão anfitriã nacional, escolheu um porta-voz, que divulgou os votos do júri e do televoto do seu país. As pontuações de 1 a 7 apareceram automaticamente no quadro de votações, e posteriormente, o porta voz anunciou os países que recebem os 8, 10 e 12 pontos do seu país. Os resultados do Festival Eurovisão da Canção, foram posteriormente colocados no site oficial, pelo Executivo Superior da EBU. Os resultados foram dados a conhecer apenas com as pontuações do público e do júri juntas, e à posteriori, cada país deverá revelar as suas pontuações individuais do júri e do televoto. A lista das pessoas que transmitiram os pontos atribuídos pelo seu país e pelo júri, aos outros países participantes no Festival Eurovisão da Canção 2011, de cada país, está observada na ligação no início desta seção (porta-vozes dos júris e televoto).

## Países classificados para a final
- Alemanha - Vencedor do Festival Eurovisão da Canção 2010 - Organizador do Festival, e pertence ao Big 5.
- Reino Unido - Classificado diretamente para a Final, por pertencer ao Big 5.
- Espanha - Classificado diretamente para a Final, por pertencer ao Big 5.
- França - Classificado diretamente para a Final, por pertencer ao Big 5.
- Itália - Classificado diretamente para a Final, por pertencer ao Big 5.
- 10 primeiros classificados da 1º semifinal:
  -  Azerbaijão
  -  Finlândia
  -  Geórgia
  -  Grécia
  -  Hungria
  -  Islândia
  -  Lituânia
  -  Rússia
  -  Sérvia
  -  Suíça
- 10 primeiros classificados da 2º semifinal:
  -  Áustria
  -  Bósnia e Herzegovina
  -  Dinamarca
  -  Eslovénia
  -  Estónia
  -  Irlanda
  -  Moldávia
  -  Roménia
  -  Suécia
  -  Ucrânia

## Participações individuais
Durante cerca de 10 meses, todos os países escolheram os seus representantes, assim como as músicas que os mesmos interpretarão no festival. Para realizar tal selecção, cada país utilizou o seu próprio processo de selecção. Por vezes é usado o método da selecção interna (a televisão organizadora daquele país faz a escolha). Neste método acontece também que se escolha apenas o artista, e não a música (como aconteceu com a Alemanha, que escolheu Lena mas a música foi escolhida pelos espectadores. Ma a maior parte dos países utiliza um programa de televisão para seleccionar a sua entrada. Quartos-de-final, semifinais, second-chances e finais, foram realizadas durante os meses antecedentes do Festival (a última em Março de 2011) na maioria dos países europeus, cada um com o seu processo próprio (também a internet é utilizada na fase de escolhas, como tem sido o caso de Portugal nos últimos dois anos).

### As participações

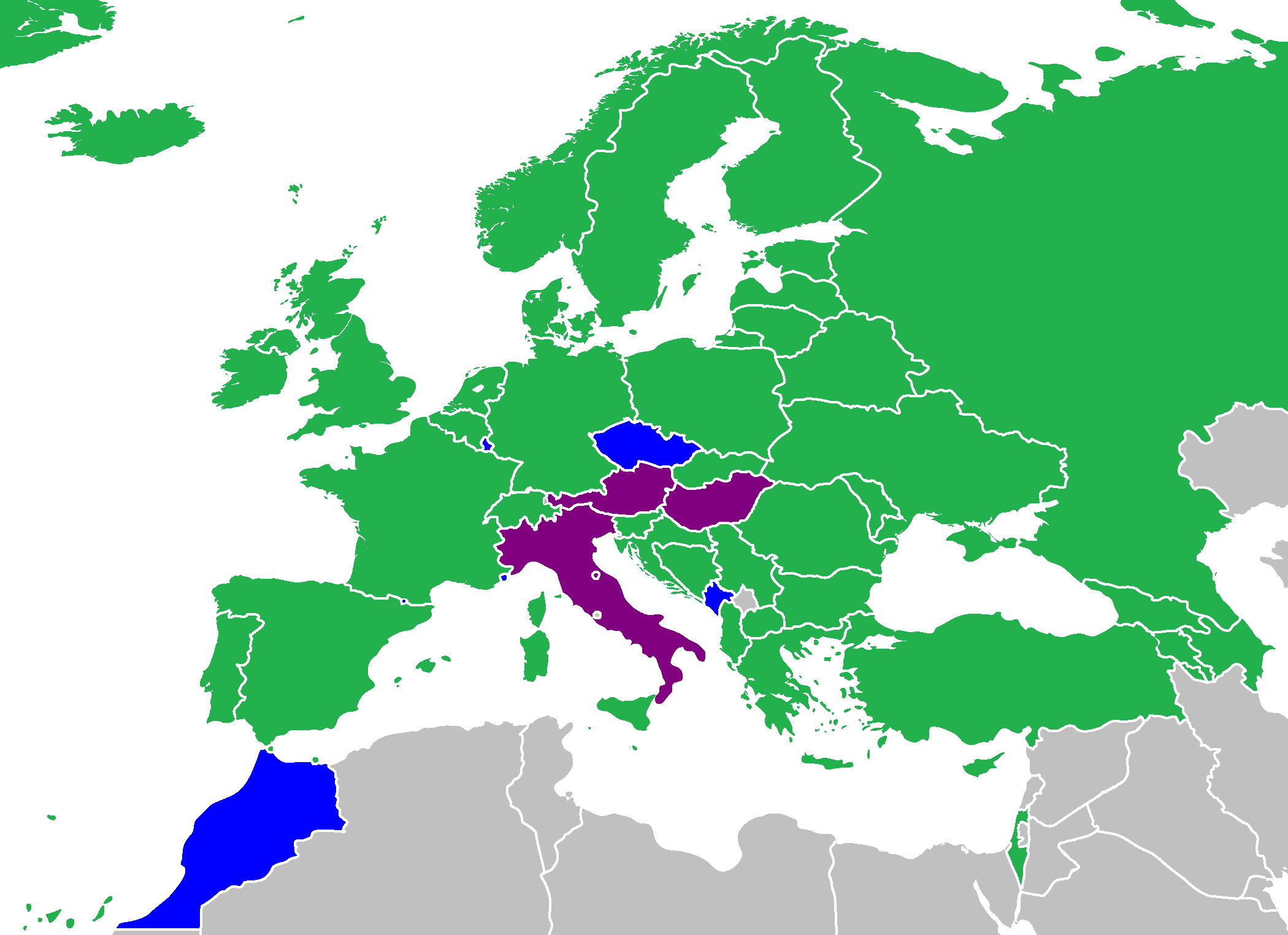
Países participantes/confirmados, participaram em 2010
Países participantes/confirmados, participaram em anos anteriores
Países não participantes, já participaram em anos anteriores

O primeiro país a confirmar a sua presença nesta edição do Festival Eurovisão, foi a Holanda, ao mesmo tempo que o país ficou confirmado para 2010 e 2012. Esta confirmação, para três anos, aconteceu graças à mudança da emissora responsável pela selecção e transmissão do Concurso. A Bielorrússia, segundo país a confirmar, iria mudar de televisão em 2011, mas a emissora que iria ser responsável pelo novo processo não foi aceite pela EBU. O primeiro país a apresentar os planos para 2011 foi o Chipre, onde um evento televisivo de talentos escolheu o representante do país para 2011. O primeiro país do grupo dos Big 5, com passagem directa à final, a confirmar sua participação, foi a Espanha. Tal confirmação foi feita pelo director do canal televisivo espanhol, responsável pela representação do país, a TVE, que assegurou na mesma altura que seriam feitas alterações no processo de selecção do representante em 2011, pois aconteceram polémicas na selecção nos três anos anteriores. Foi criado um padrão de qualidade das canções para o canal. Sendo assim, além da confirmação do país para o 56º Festival Eurovisão da Canção, ficou também confirmada a utilização de uma selecção aberta para a escolha do representante, como acontece desde 2007 no país.

## Festival

### 1ª semi-final
- A primeira semi-final teve lugar na Esprit Arena, em Düsseldorf, a 10 de Maio de 2011.
- Os dez países com maior número de pontos, de acordo com a combinação 50-50 de televoto e júri de cada país votante, qualificaram-se para a final.[13]
- A Espanha e o Reino Unido transmitiram em directo e votaram nesta semi-final, além dos países nela concorrentes.

| #  | País       | Idioma          | Artista                          | Canção                  | Tradução para Português   | Pontuação | Lugar |
| -- | ---------- | --------------- | -------------------------------- | ----------------------- | ------------------------- | --------- | ----- |
| 01 | Polónia    | Polaco          | Magdalena Tul                    | "Jestem"                | Eu Sou                    | 18        | 19º   |
| 02 | Noruega    | Inglês, suaíli  | Stella Mwangi                    | "Haba Haba"             | Pouco a Pouco             | 30        | 17º   |
| 03 | Albânia    | Inglês, albanês | Aurela Gaçe                      | "Feel the Passion"      | Sente a paixão            | 47        | 14º   |
| 04 | Arménia    | Inglês          | Emmy                             | "Boom Boom"             | Boom Boom                 | 54        | 12º   |
| 05 | Turquia    | Inglês          | Yüksek Sadakat                   | "Live It Up"            | Vive Isto                 | 47        | 13º   |
| 06 | Sérvia     | Sérvio          | Nina                             | "Čaroban" (Чаробан)     | Mágico                    | 67        | 8º    |
| 07 | Rússia     | Inglês, russo   | Alexey Vorobyov                  | "Get You"               | Conseguir-te              | 64        | 9º    |
| 08 | Suíça      | Inglês          | Anna Rossinelli                  | "In Love for a While"   | Apaixonada por um Momento | 55        | 10º   |
| 09 | Geórgia    | Inglês          | Eldrine                          | "One More Day"          | Um dia Mais               | 74        | 6º    |
| 10 | Finlândia  | Inglês          | Paradise Oskar                   | "Da Da Dam"             | Da Da Dam                 | 103       | 3º    |
| 11 | Malta      | Inglês          | Glen Vella                       | "One Life"              | Uma Vida                  | 54        | 11º   |
| 12 | San Marino | Inglês          | Senit                            | "Stand By"              | Estar a postos            | 34        | 16º   |
| 13 | Croácia    | Inglês          | Daria                            | "Celebrate"             | Celebrar                  | 41        | 15º   |
| 14 | Islândia   | Inglês          | Sjonni's Friends                 | "Coming Home"           | Vindo para Casa           | 100       | 4º    |
| 15 | Hungria    | Inglês, húngaro | Kati Wolf                        | "What About My Dreams?" | E os meus Sonhos?         | 72        | 7º    |
| 16 | Portugal   | Português       | Homens da Luta                   | "A Luta É Alegria"      | A luta é alegria          | 22        | 18º   |
| 17 | Lituânia   | Inglês1         | Evelina Sašenko                  | "C'est ma vie"          | É a minha Vida            | 81        | 5º    |
| 18 | Azerbaijão | Inglês          | Elli e Nikki                     | "Running Scared"        | Correndo de Medo          | 122       | 2º    |
| 19 | Grécia     | Inglês, grego   | Loukas Giorkas feat. Stereo Mike | "Watch My Dance"        | Vê a minha Dança          | 133       | 1º    |

1.↑ Inclui duas frases em francês.
| Resultados | Resultados       | Resultados      | Resultados      | Resultados      | Resultados      | Resultados      | Resultados      | Resultados      | Resultados      | Resultados      | Resultados      | Resultados      | Resultados      | Resultados      | Resultados      | Resultados      | Resultados      | Resultados      | Resultados      | Resultados      | Resultados      | Resultados      | Resultados | Resultados | Resultados | Resultados | Resultados    | Resultados    | Resultados        |
| #          | Países Pontuados | Países Votantes | Países Votantes | Países Votantes | Países Votantes | Países Votantes | Países Votantes | Países Votantes | Países Votantes | Países Votantes | Países Votantes | Países Votantes | Países Votantes | Países Votantes | Países Votantes | Países Votantes | Países Votantes | Países Votantes | Países Votantes | Países Votantes | Países Votantes | Países Votantes | Parciais   | Parciais   | Parciais   | Parciais   | Classificação | Classificação | Situação          |
| #          | Países Pontuados | Albânia         | Arménia         | Azerbaijão      | Croácia         | Espanha         | Finlândia       | Geórgia         | Grécia          | Hungria         | Islândia        | Lituânia        | Malta           | Noruega         | Polónia         | Portugal        | Reino Unido     | Rússia          | San Marino      | Sérvia          | Suíça           | Turquia         | Júri       | Class.     | Televoto   | Class.     | Total         | Lugar         | Passou Não Passou |
| ---------- | ---------------- | --------------- | --------------- | --------------- | --------------- | --------------- | --------------- | --------------- | --------------- | --------------- | --------------- | --------------- | --------------- | --------------- | --------------- | --------------- | --------------- | --------------- | --------------- | --------------- | --------------- | --------------- | ---------- | ---------- | ---------- | ---------- | ------------- | ------------- | ----------------- |
| 03         | Albânia          |                 |                 | 2               | 7               |                 |                 |                 | 12              |                 |                 |                 |                 |                 |                 | 4               |                 |                 | 8               |                 | 6               | 8               | 61         | 11º        | 42         | 14º        | 47            | 13            |                   |
| 04         | Arménia          |                 |                 |                 |                 | 3               |                 | 8               | 8               |                 | 4               |                 | 7               |                 | 2               |                 |                 | 8               | 7               |                 |                 | 7               | 33         | 15º        | 75         | 7º         | 54            | 11º           |                   |
| 18         | Azerbaijão       | 5               |                 |                 | 10              | 1               | 5               | 12              | 7               | 7               | 8               | 10              | 10              |                 | 8               | 7               | 4               | 10              | 5               |                 | 1               | 12              | 109        | 2º         | 124        | 2º         | 122           | 2º            |                   |
| 13         | Croácia          | 7               |                 | 4               |                 |                 |                 |                 |                 |                 | 1               |                 | 12              |                 |                 |                 |                 | 1               | 4               | 12              |                 |                 | 49         | 14º        | 32         | 16º        | 41            | 15º           |                   |
| 10         | Finlândia        |                 | 6               | 3               | 3               | 4               |                 |                 |                 | 6               | 12              | 7               |                 | 12              | 10              | 8               | 6               | 12              |                 | 3               | 10              | 1               | 86         | 5º         | 111        | 3º         | 103           | 3º            |                   |
| 09         | Geórgia          |                 | 8               | 8               |                 |                 | 1               |                 | 10              | 1               |                 | 12              | 8               |                 | 5               |                 |                 | 5               | 2               | 4               |                 | 10              | 51         | 13º        | 90         | 5º         | 74            | 6º            |                   |
| 19         | Grécia           | 10              | 10              | 10              | 8               | 7               | 4               | 7               |                 | 10              |                 | 4               | 5               | 1               | 7               | 12              | 8               | 6               | 6               | 7               | 7               | 4               | 74         | 9º         | 154        | 1º         | 133           | 1º            |                   |
| 15         | Hungria          |                 |                 |                 | 6               | 10              | 12              |                 | 5               |                 | 7               |                 | 1               | 5               |                 |                 | 10              |                 |                 | 10              |                 | 75              | 10º        | 73         | 8º         | 6          | 72            | 7º            |                   |
| 14         | Islândia         |                 | 2               |                 |                 | 12              | 10              |                 | 6               | 12              |                 | 8               |                 | 10              | 4               | 10              | 7               | 3               |                 | 8               | 8               |                 | 104        | 3º         | 79         | 6º         | 100           | 4º            |                   |
| 17         | Lituânia         |                 | 4               |                 |                 | 5               | 2               | 10              | 4               | 5               | 2               |                 |                 | 8               | 12              | 6               | 12              | 7               |                 | 1               | 3               |                 | 113        | 1º         | 52         | 11º        | 81            | 5º            |                   |
| 11         | Malta            | 6               | 7               | 7               | 4               |                 |                 | 6               |                 | 2               |                 | 1               |                 | 2               |                 |                 |                 |                 | 12              | 5               |                 | 2               | 84         | 6º         | 24         | 18º        | 54            | 11º           |                   |
| 02         | Noruega          | 1               | 1               | 1               |                 |                 | 8               |                 |                 |                 | 10              |                 | 4               |                 | 1               | 2               |                 |                 |                 |                 | 2               |                 | 29         | 17º        | 56         | 9º         | 30            | 17º           |                   |
| 01         | Polónia          |                 |                 |                 |                 |                 |                 | 4               |                 | 4               |                 | 2               |                 | 3               |                 |                 | 5               |                 |                 |                 |                 |                 | 13         | 18º        | 25         | 17º        | 18            | 19º           |                   |
| 16         | Portugal         | 4               |                 |                 |                 | 8               |                 | 2               | 1               |                 |                 |                 |                 |                 |                 |                 | 3               |                 |                 |                 | 4               |                 | 6          | 19º        | 39         | 15º        | 22            | 18º           |                   |
| 07         | Rússia           | 3               | 12              | 5               | 5               |                 | 3               | 5               | 3               | 3               | 3               | 5               |                 | 4               |                 | 3               |                 |                 | 1               | 6               |                 | 3               | 31         | 16º        | 93         | 4º         | 64            | 9º            |                   |
| 12         | San Marino       | 8               | 5               | 6               | 1               |                 |                 | 1               | 2               |                 |                 |                 | 6               |                 |                 |                 |                 |                 |                 |                 |                 | 5               | 74         | 8º         | 8          | 19º        | 34            | 16º           |                   |
| 06         | Sérvia           | 2               |                 |                 | 12              | 2               | 7               |                 |                 |                 | 5               | 3               | 3               | 7               | 6               | 1               |                 | 4               | 3               |                 | 12              |                 | 102        | 4º         | 42         | 13º        | 67            | 8º            |                   |
| 08         | Suíça            |                 | 3               |                 | 2               | 6               | 6               |                 |                 | 8               | 6               | 6               |                 | 6               | 3               | 5               | 2               |                 |                 | 2               |                 |                 | 76         | 7º         | 45         | 12º        | 55            | 10º           |                   |
| 05         | Turquia          | 12              |                 | 12              |                 |                 | 3               |                 |                 |                 |                 | 2               |                 |                 |                 |                 | 1               | 2               | 10              |                 | 5               |                 | 58         | 12º        | 54         | 10º        | 47            | 13º           |                   |
| #          | Países Pontuados | Albânia         | Arménia         | Azerbaijão      | Croácia         | Espanha         | Finlândia       | Geórgia         | Grécia          | Hungria         | Islândia        | Lituânia        | Malta           | Noruega         | Polónia         | Portugal        | Reino Unido     | Rússia          | San Marino      | Sérvia          | Suíça           | Turquia         | Júri       | Class.     | Televoto   | Class.     | Total         | Lugar         | Passou Não Passou |
| #          | Países Pontuados | Países Votantes | Países Votantes | Países Votantes | Países Votantes | Países Votantes | Países Votantes | Países Votantes | Países Votantes | Países Votantes | Países Votantes | Países Votantes | Países Votantes | Países Votantes | Países Votantes | Países Votantes | Países Votantes | Países Votantes | Países Votantes | Países Votantes | Países Votantes | Países Votantes | Parciais   | Parciais   | Parciais   | Parciais   | Classificação | Classificação | Situação          |

     Vencedor
     2.º lugar
     3.º lugar
     Regra de um país não poder votar em si próprio
     0 (zero) pontos
     Passou à final
     Apurado pelo júri para a final
     Passaria/ganharia à final só com televoto
     Passaria à final/ganharia só com júri
     Não passaria à final/não ganharia só com televoto 
     Não passaria à final/não ganharia só com júri
     Pontuação nula ("null points")
Negrito + itálico Pontuação dos países apurados/dos três primeiros na final
Negrito Pontuação mais alta do parcial júri ou televoto (e a pontuação individual 12)

### 2ª semi-final
- A segunda semi-final realizou-se na Esprit Arena, em Düsseldorf, a 12 de Maio de 2011.
- Os dez países com maior número de pontos, de acordo com a combinação 50-50 de televoto e júri de cada país votante, qualificaram-se para a final.[13]
- A Alemanha, a França e a Itália transmitiram em directo e votaram nesta semi-final, além dos países nela concorrentes.

| #  | País                 | Idioma             | Artista             | Canção                                          | Tradução para Português | Pontuação | Lugar |
| -- | -------------------- | ------------------ | ------------------- | ----------------------------------------------- | ----------------------- | --------- | ----- |
| 01 | Bósnia e Herzegovina | Inglês, bósnio     | Dino Merlin         | "Love in Rewind"                                | Amor em Retrocesso      | 109       | 5º    |
| 02 | Áustria              | Inglês             | Nadine Beiler       | "The Secret Is Love"                            | O Segredo é Amor        | 69        | 7º    |
| 03 | Países Baixos        | Inglês             | 3JS                 | "Never Alone"                                   | Nunca Só                | 13        | 19º   |
| 04 | Bélgica              | Inglês             | Witloof Bay         | "With Love Baby"                                | Com Amor Bébé           | 53        | 11º   |
| 05 | Eslováquia           | Inglês             | TWiiNS              | "I'm Still Alive"                               | Ainda estou vivo        | 48        | 13º   |
| 06 | Ucrânia              | Inglês             | Mika Newton         | "Angel"                                         | Anjo                    | 81        | 6º    |
| 07 | Moldávia             | Inglês             | Zdob şi Zdub        | "So Lucky"                                      | Tão Sortudo             | 54        | 10º   |
| 08 | Suécia               | Inglês             | Eric Saade          | "Popular"                                       | Popular                 | 155       | 1º    |
| 09 | Chipre               | Grego              | Christos Mylordos   | "San aggelos s'agapisa" (Σαν άγγελος σ'αγάπησα) | Eu amei-te como um Anjo | 16        | 18º   |
| 10 | Bulgária             | Búlgaro            | Poli Genova         | "Na inat" (На инат)                             | Apesar de               | 48        | 12º   |
| 11 | Macedónia do Norte   | Macedónio, Inglês2 | Vlatko Ilievski     | "Rusinka" (Русинкa)                             | Rapariga Russa          | 36        | 16º   |
| 12 | Israel               | Hebreu, Inglês     | Dana International  | "Ding Dong"                                     | Ding Dong               | 38        | 15º   |
| 13 | Eslovénia            | Inglês             | Maja Keuc           | "No One"                                        | Ninguém                 | 112       | 3º    |
| 14 | Roménia              | Inglês             | Hotel FM            | "Change"                                        | Mudança                 | 111       | 4º    |
| 15 | Estónia              | Inglês             | Getter Jaani        | "Rockefeller Street"                            | Rua Rockefeller         | 60        | 9º    |
| 16 | Bielorrússia         | Inglês             | Anastasia Vinnikova | "I Love Belarus"                                | Eu Amo a Bielorrússia   | 45        | 14º   |
| 17 | Letónia              | Inglês             | Musiqq              | "Angel in Disguise"                             | Anjo Disfarçado         | 25        | 17º   |
| 18 | Dinamarca            | Inglês             | A Friend in London  | "New Tomorrow"                                  | Novo Amanhã             | 135       | 2º    |
| 19 | Irlanda              | Inglês             | Jedward             | "Lipstick"                                      | "Batom"                 | 68        | 8º    |

2.↑  Inclui duas palavras em russo.

### Final
- A final realizou-se no dia 14 de Maio de 2011.
- Apenas os países constituintes do "Big Five" se apuraram automaticamente para a final.
- Das duas semi-finais, de 10 e 12 de Maio de 2011, vinte países se qualificaram. Um total de 25 países competiram na final.[21] The semi-final allocation draw took place on 17 January in Düsseldorf.[14]
- O sistema de votação usado foi o mesmo de 2010, com uma combinação de 50% de televoto e 50% de júri a eleger o vencedor. Os espectadores puderam votar desde o início das actuações até 15 minutos após o final das mesmas.[13]

| #  | País                 | Idioma           | Artista                          | Canção                    | Tradução para Português                 | Pontuação | Lugar |
| -- | -------------------- | ---------------- | -------------------------------- | ------------------------- | --------------------------------------- | --------- | ----- |
| 01 | Finlândia            | Inglês           | Paradise Oskar                   | "Da Da Dam"               | Da Da Dam                               | 57        | 21º   |
| 02 | Bósnia e Herzegovina | Inglês, bósnio   | Dino Merlin                      | "Love in Rewind"          | Amor em Retrocesso                      | 125       | 06º   |
| 03 | Dinamarca            | Inglês           | A Friend in London               | "New Tomorrow"            | Novo Amanhã                             | 134       | 05º   |
| 04 | Lituânia             | Inglês, francês  | Evelina Sašenko                  | "C'est ma vie"            | É a minha Vida                          | 63        | 19º   |
| 05 | Hungria              | Inglês, húngaro  | Kati Wolf                        | "What About My Dreams?"   | E os meus Sonhos?                       | 53        | 22º   |
| 06 | Irlanda              | Inglês           | Jedward                          | "Lipstick"                | Batom                                   | 119       | 08º   |
| 07 | Suécia               | Inglês           | Eric Saade                       | "Popular"                 | Popular                                 | 185       | 03º   |
| 08 | Estónia              | Inglês           | Getter Jaani                     | "Rockefeller Street"      | Rua Rockefeller                         | 44        | 24º   |
| 09 | Grécia               | Inglês, grego    | Loukas Giorkas feat. Stereo Mike | "Watch My Dance"          | Vê a minha Dança                        | 120       | 07º   |
| 10 | Rússia               | Inglês, russo    | Alexey Vorobyov                  | "Get You"                 | Conseguir-te                            | 77        | 16º   |
| 11 | França               | Corso            | Amaury Vassili                   | "Sognu"                   | Sonho                                   | 82        | 15º   |
| 12 | Itália               | Italiano, Inglês | Raphael Gualazzi                 | "Madness of Love"         | Loucura de Amor                         | 189       | 02º   |
| 13 | Suíça                | Inglês           | Anna Rossinelli                  | "In Love for a While"     | Apaixonada por um Momento               | 19        | 25º   |
| 14 | Reino Unido          | Inglês           | Blue                             | "I Can"                   | Eu Consigo                              | 100       | 11º   |
| 15 | Moldávia             | Inglês           | Zdob şi Zdub                     | "So Lucky"                | Tão Sortudo                             | 97        | 12º   |
| 16 | Alemanha             | Inglês           | Lena                             | "Taken by a Stranger"     | Levado por um Estranho                  | 107       | 10º   |
| 17 | Roménia              | Inglês           | Hotel FM                         | "Change"                  | Mudança                                 | 77        | 17º   |
| 18 | Áustria              | Inglês           | Nadine Beiler                    | "The Secret Is Love"      | O Segredo é o Amor                      | 64        | 18º   |
| 19 | Azerbaijão           | Inglês           | Ell e Nikki                      | "Running Scared"          | Correndo Assustado                      | 221       | 01º   |
| 20 | Eslovénia            | Inglês           | Maja Keuc                        | "No One"                  | Ninguém                                 | 96        | 13º   |
| 21 | Islândia             | Inglês           | Sjonni's Friends                 | "Coming Home"             | Voltando para Casa                      | 61        | 20º   |
| 22 | Espanha              | Espanhol         | Lucía Pérez                      | "Que me quiten lo bailao" | Não me tirem os bons momentos que vivi3 | 50        | 23º   |
| 23 | Ucrânia              | Inglês           | Mika Newton                      | "Angel"                   | Anjo                                    | 159       | 04º   |
| 24 | Sérvia               | Sérvio           | Nina                             | "Čaroban" (Чаробан)       | Mágico                                  | 85        | 14º   |
| 25 | Geórgia              | Inglês           | Eldrine                          | "One More Day"            | Mais um Dia                             | 110       | 09º   |

3.↑  Traduzido literalmente do Espanhol significa: "Que me tirem o que Dancei".

## Organização

### Sorteio das semifinais
A 17 de Janeiro de 2011, realizou-se o sorteio para decidir que países participarão na primeira ou na segunda semifinal, em Düsseldorf, Alemanha, já a ordem de votação para a final do festival será realizado posteriormente. Todos os países foram separados em seis potes individuais baseados no seu historial de votação de concursos anteriores e na sua localização geográfica. O sorteio foi implementado (ou criado), para garantir que os países que dispostos a dar a sua pontuação uns aos outros na competição não participem na mesma semifinal. Destes seis potes, sairam então as listas dos países que participarão na primeira e na segunda semifinal, respectivamente, ficando assim todos os países divididos em dois grupos, da maneira mais justa possível. Foi ainda criado um sétimo pote, apenas para a Alemanha, Espanha, França, Itália e Reino Unido, apenas com o intuito de definir que semifinal é que teriam que transmitir, na qual poderiam votar. Uma das regras, que também ficou estabelecida, desde a criação de duas semifinais, é que cada país é obrigado a transmitir a semifinal em que ficou colocado, e pode, se quiser, transmitir a outra semifinal.
Em baixo estão todos os sete potes, com os respectivos países que integraram cada um, para o sorteio da distribuição das semifinais:
| Pote 1                                                                                       | Pote 2                                                          | Pote 3                                                                       | Pote 4                                                          | Pote 5                                                      | Pote 6                                                             |
| -------------------------------------------------------------------------------------------- | --------------------------------------------------------------- | ---------------------------------------------------------------------------- | --------------------------------------------------------------- | ----------------------------------------------------------- | ------------------------------------------------------------------ |
| - Albânia - Bósnia e Herzegovina - Croácia - Macedónia do Norte - Sérvia - Eslovénia - Suíça | - Dinamarca - Estónia - Finlândia - Islândia - Noruega - Suécia | - Azerbaijão - Bielorrússia - Geórgia - Israel - Moldávia - Rússia - Ucrânia | - Arménia - Bélgica - Chipre - Grécia - Países Baixos - Turquia | - Irlanda - Letónia - Lituânia - Malta - Portugal - Roménia | - Áustria - Bulgária - Hungria - Polónia - San Marino - Eslováquia |

### Participantes nas semifinais
Após o sorteio das semifinais, a 17 de Janeiro de 2011, foi possível efectuar a divisão dos países em duas semifinais.
| 1.ª Semifinal 10 de Maio de 2011                                                                | 1.ª Semifinal 10 de Maio de 2011                                                              | 2.ª Semifinal 12 de Maio de 2011                                                                             | 2.ª Semifinal 12 de Maio de 2011                                                                                      |
| ----------------------------------------------------------------------------------------------- | --------------------------------------------------------------------------------------------- | --- | --- |
| Albânia · Arménia · Finlândia · Geórgia · Noruega · Polónia · Rússia · Sérvia · Suíça · Turquia | Azerbaijão · Croácia · Grécia · Hungria · Islândia · Lituânia · Malta · Portugal · San Marino | Áustria · Bélgica · Bósnia e Herzegovina · Chipre · Moldávia · Eslováquia · Suécia · Países Baixos · Ucrânia | Bielorrússia · Bulgária · Dinamarca · Estónia · Macedónia do Norte · Irlanda · Israel · Letónia · Roménia · Eslovénia |
| Só Votação: · Espanha · Reino Unido                                                             | Só Votação: · Espanha · Reino Unido                                                           | Só Votação: · Alemanha · França · Itália                                                                     | Só Votação: · Alemanha · França · Itália                                                                              |

## Top 43
| #  | País                 | Classificação Final | Pontos Final | Classificação Semi-Final 1 | Pontos Semi-Final 1 | Classificação Semi-Final 2 | Pontos Semi-Final 2 |
| -- | -------------------- | ------------------- | ------------ | -------------------------- | ------------------- | -------------------------- | ------------------- |
| 1  | Azerbaijão           | 1º                  | 221          | 2º                         | 122                 | ----                       | ----                |
| 2  | Itália               | 2º                  | 189          | ----                       | ----                | ----                       | ----                |
| 3  | Suécia               | 3º                  | 185          | ----                       | ----                | 1º                         | 155                 |
| 4  | Ucrânia              | 4º                  | 159          | ----                       | ----                | 6º                         | 81                  |
| 5  | Dinamarca            | 5º                  | 134          | ----                       | ----                | 2º                         | 135                 |
| 6  | Bósnia e Herzegovina | 6º                  | 125          | ----                       | ----                | 5º                         | 109                 |
| 7  | Grécia               | 7º                  | 120          | 1º                         | 133                 | ----                       | ----                |
| 8  | Irlanda              | 8º                  | 119          | ----                       | ----                | 8º                         | 68                  |
| 9  | Geórgia              | 9º                  | 110          | 6º                         | 74                  | ----                       | ----                |
| 10 | Alemanha             | 10º                 | 107          | ----                       | ----                | ----                       | ----                |
| 11 | Reino Unido          | 11º                 | 100          | ----                       | ----                | ----                       | ----                |
| 12 | Moldávia             | 12º                 | 97           | ----                       | ----                | 10º                        | 54                  |
| 13 | Eslovénia            | 13º                 | 96           | ----                       | ----                | 3º                         | 112                 |
| 14 | Sérvia               | 14º                 | 85           | 8º                         | 67                  | ----                       | ----                |
| 15 | França               | 15º                 | 82           | ----                       | ----                | ----                       | ----                |
| 16 | Rússia               | 16º                 | 77           | 9º                         | 64                  | ----                       | ----                |
| 17 | Roménia              | 17º                 | 77           | ----                       | ----                | 4º                         | 111                 |
| 18 | Áustria              | 18º                 | 64           | ----                       | ----                | 7º                         | 69                  |
| 19 | Lituânia             | 19º                 | 63           | 5º                         | 81                  | ----                       | ----                |
| 20 | Islândia             | 20º                 | 61           | 4º                         | 100                 | ----                       | ----                |
| 21 | Finlândia            | 21º                 | 57           | 3º                         | 103                 | ----                       | ----                |
| 22 | Hungria              | 22º                 | 53           | 7º                         | 72                  | ----                       | ----                |
| 23 | Espanha              | 23º                 | 50           | ----                       | ----                | ----                       | ----                |
| 24 | Estónia              | 24º                 | 44           | ----                       | ----                | 9º                         | 60                  |
| 25 | Suíça                | 25º                 | 19           | 10º                        | 55                  | ----                       | ----                |
| 26 | Malta                | ----                | ----         | 11º                        | 54                  | ----                       | ----                |
| 27 | Arménia              | ----                | ----         | 12º                        | 54                  | ----                       | ----                |
| 28 | Bélgica              | ----                | ----         | ----                       | ----                | 11º                        | 53                  |
| 29 | Bulgária             | ----                | ----         | ----                       | ----                | 12º                        | 48                  |
| 30 | Eslováquia           | ----                | ----         | ----                       | ----                | 13º                        | 48                  |
| 31 | Turquia              | ----                | ----         | 13º                        | 47                  | ----                       | ----                |
| 32 | Albânia              | ----                | ----         | 14º                        | 47                  | ----                       | ----                |
| 33 | Bielorrússia         | ----                | ----         | ----                       | ----                | 14º                        | 45                  |
| 34 | Croácia              | ----                | ----         | 15º                        | 41                  | ----                       | ----                |
| 35 | Israel               | ----                | ----         | ----                       | ----                | 15º                        | 38                  |
| 36 | Macedónia do Norte   | ----                | ----         | ----                       | ----                | 16º                        | 36                  |
| 37 | San Marino           | ----                | ----         | 16º                        | 34                  | ----                       | ----                |
| 38 | Noruega              | ----                | ----         | 17º                        | 30                  | ----                       | ----                |
| 39 | Letónia              | ----                | ----         | ----                       | ----                | 17º                        | 25                  |
| 40 | Portugal             | ----                | ----         | 18º                        | 22                  | ----                       | ----                |
| 41 | Polónia              | ----                | ----         | 19º                        | 18                  | ----                       | ----                |
| 42 | Chipre               | ----                | ----         | ----                       | ----                | 18º                        | 16                  |
| 43 | Países Baixos        | ----                | ----         | ----                       | ----                | 19º                        | 13                  |

## Transmissão

### Cobertura televisiva das semifinais e final
Em baixo encontra-se a lista das cadeias televisivas e respectivos canais, que emitirão o festival:
| - RTSH - NDR/ARD - ARMTV - ORF - ITV - VRT/RTBF - BTRC - BHRT - BNT - CyBC - HRT | - DR - STV - RTV SLO - TVE - ERR - YLE - FTV - GPB - ERT - MTV - RTÉ | - RÚV - IBA Channel 1 - RAI - LTV - LRT - MKRTV - TVM - TRM - NRK - TROS - TVP | - RTP 1 - BBC Three/BBC One/BBC Radio 2 - TVR - C1R - SMRTV - RTS - SVT - SRG SSR - TRT - NTU |

### Cobertura televisiva via internet
| - eurovision.tv |

## Factos e controvérsias

### Estatísticas

#### Artistas repetentes
Ao longo da história, mais de 1500 artistas pisaram o palco Eurovisão.
Vários destes artistas repetiram a sua experiência eurovisiva uma ou mais vezes.
Em 2011, os repetentes serão:
| País (2011)          | Foto                     | Artista                                          | Ano(s) Anterior(es)               | País Representado    | Canção              | Tradução                    | Pontuação | Classificação |
| -------------------- | ------------------------ | ------------------------------------------------ | --------------------------------- | -------------------- | ------------------- | --------------------------- | --------- | ------------- |
| Alemanha             | Lena Meyer-Landrut       | Lena Meyer-Landrut                               | ESC 2010                          | Alemanha             | "Satellite"         | Satélite                    | 246       | 1º            |
| Bósnia e Herzegovina | Dino Merlin              | Dino Merlin                                      | ESC 1999                          | Bósnia e Herzegovina | "Putnici"           | Viajantes                   | 86        | 7º            |
| Islândia             |                          | Gunnar Ólafsson (Parte dos "Sigurjón's Friends") | ESC 2001 (parte dos "Two Tricky") | Islândia             | "Angel"             | Anjo                        | 3         | 22º           |
| Israel               | Dana International, 2008 | Dana International                               | ESC 1998                          | Israel               | "Diva"              | Diva                        | 172       | 1º            |
| Moldávia             |                          | Zdob şi Zdub                                     | ESC 2005                          | Moldávia             | "Boonika bate doba" | Quando a Avó bate no Tambor | 148       | 6º[F]         |

[F]→Final [SF]→Semi-Final